# 新綱島スクエア
新綱島スクエア（しんつなしまスクエア）は、神奈川県横浜市港北区にある複合施設である。

## 概要
2012年10月に綱島地区内で相鉄・東急直通線（東急新横浜線）の新駅（新綱島駅）が都市計画決定されたことを契機に、新駅整備と併せて土地の合理的かつ健全な高度利用を推進し、綱島駅東口周辺地区の課題を解消するため、「新綱島駅周辺地区土地区画整理事業」との一体的施行で「新綱島駅前地区市街地再開発事業」が実施され、建設された。
2023年6月20日に、施設の名称が「新綱島スクエア」に決定したと発表された。この名称には、新綱島エリアの生活基盤として多様な人々が交流し、人と人を繋げる「心の広場 “Heart Square”」としたい、という想いが込められている。2023年12月6日に1・2階の商業施設が開業した。
新綱島スクエアはSouth棟（高層棟）とNorth棟（低層棟）の2棟で構成され、South棟（高層棟）には分譲タワーマンション「ドレッセタワー新綱島」とその共用施設、商業施設が入り、North棟（低層棟）は1〜3階に商業施設、4・5階に港北区民文化センター「ミズキーホール」が入る。
South棟（高層棟）の外観は鶴見川や空といった自然との「つながり」を想起させるデザインを意識しており、ファサードは緑豊かな大地から大きな空への上昇感を演出したグラデーショナルなカラーリングを採用しているほか、バルコニーのガラス面には、鶴見川の流れをモチーフにした曲線のデザインとなっている。
South棟（低層棟）には、1階の「グランドエントランス」をはじめ、新綱島駅への直結ルートとなる地下1階の「ステーションエントランス」、North棟（高層棟）の商業施設からつながる2階の「モールエントランス」を設置し、建物内への動線を複数確保している。ステーションエントランスからはNorth棟（商業棟）を通り、駅の地下通路へと直結する通路が確保されている。